# Palazzo Borghese
El Palazzo Borghese és un palau de Roma, Itàlia, la seu principal de la família Borghese. Va ser sobrenomenat il Cembalo ("el clavicèmbal ") a causa de la seva inusual planta trapezoïdal; la seva façana més estreta dona al riu Tíber. L'entrada a l'extrem oposat de l'edifici, el "teclat" del cembalo, dona a la Fontanella di Borghese, amb una altra en una gran façana flanquejada a la Piazza Borghese que s'allarga per una façana lleugerament inclinada que baixa per Via Borghese cap a la riu. Ambdues entrades donen a un gran pati a un costat del qual hi ha una arcada oberta de dos nivells, amb columnes dòriques i jòniques aparellades, que emmarca el jardí més enllà.
El primer pis del palau és la seu de l'Ambaixada d'Espanya a Itàlia des de 1947.

## Història

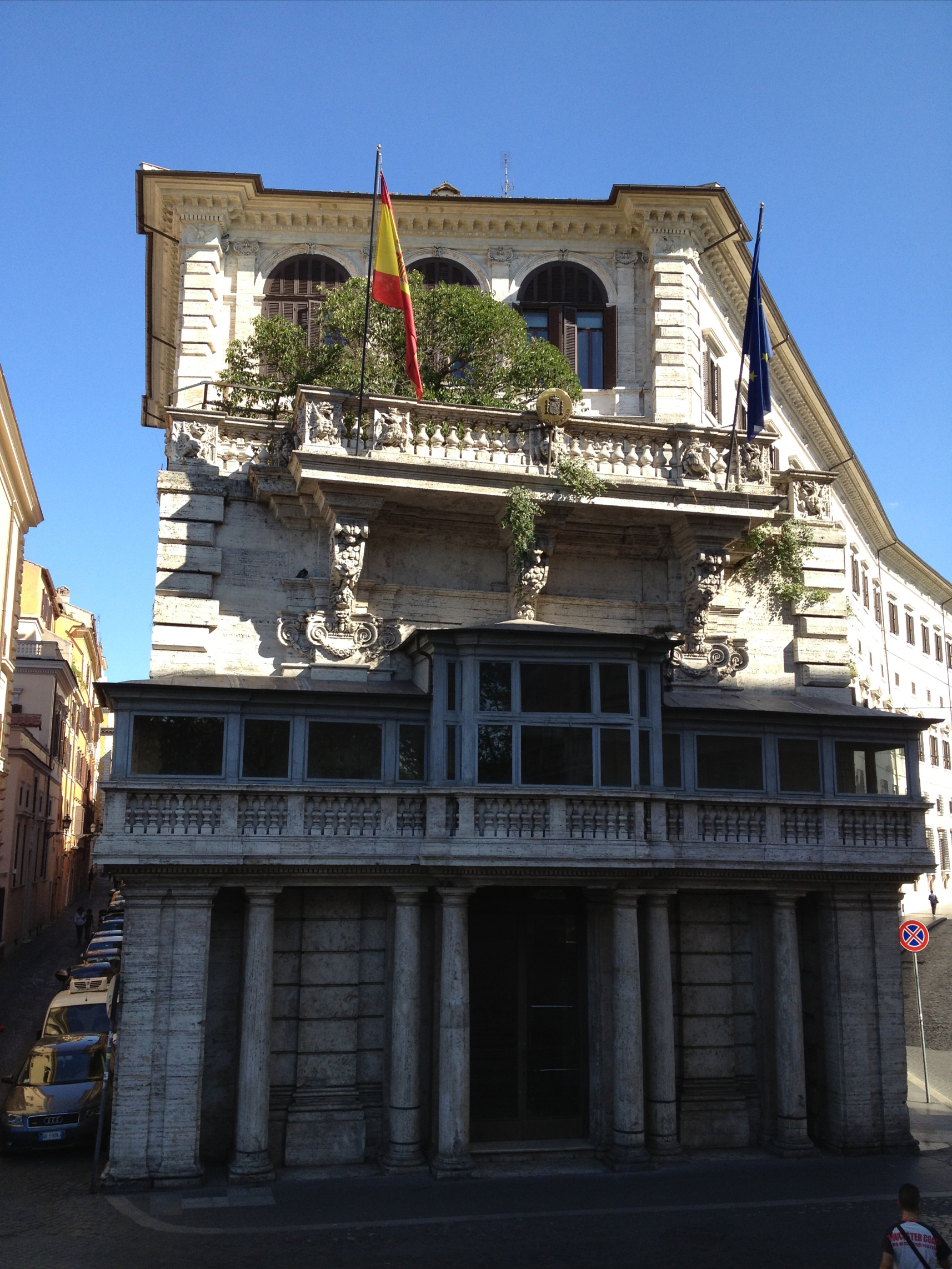
Façana posterior de Flaminio Ponzio del Palazzo Borghese al riu Tíber

L'historiador de l'arquitectura Howard Hibbard ha demostrat que la secció de nou badies del palau a la Piazza Fontanella Borghese es va començar el 1560/61 per a mossèn Tommaso del Giglio, l'escut o stemma del qual roman sobre la porta de la Piazza Borghese, i suggereix que l'arquitecte va ser Vignola, atribució acceptada per Anthony Blunt, considerada concloent per James S. Ackerman i seguida per altres estudiosos des d'aleshores, amb intervencions més o menys reduïdes de Longhi. Abans de la mort de Tomasso del Giglio el 1578, s'havien establert la façana i l'única però indocumentada arcada de dues columnes del pati del pati, un esquema conceptual de Vignola, va suggerir Hibbard, però que va ser realitzat el 1575-78 per Martino Longhi. el Vell. Longhi va ser retingut pel cardenal Pedro Deza, que va comprar la propietat el 1587, però sembla que no va fer més que continuar el gran pati.
El cardenal Camillo Borghese va comprar l'estructura el 1604 i va adquirir més propietats adjacents cap al riu. Quan el cardenal es va convertir en papa Pau V el 1605, va donar el palau als seus germans, però va continuar encarregant l'obra, que va ser portada endavant amb vigor, al principi per Flaminio Ponzio, i acabada després de la mort de Ponzio el 1613 per Carlo Maderno i Giovanni Vasanzio. Ponzio va estendre el pati quadrat de cinc a set badies, i l'escala oval entre el pati i un jardí que s'estenia fins a la Ripetta. També va construir la façana secundària a la Piazza Borghese i avall cap al Tíber, amb balcons per sobre de l'entrada rústica a la Via di Ripetta.
A la mort del seu oncle, el cardenal Scipione Borghese es va instal·lar i es va comprometre a canviar el jardí per una lògia i un jardí penjant.
El 1671-76 Carlo Rainaldi va afegir noves característiques per al príncep Giovan Battista Borghese; els canvis més extensos es van fer a la planta baixa recentment elevada de l'ala llarga que s'estén cap al Tíber, acabant amb vistes al riu, que els Borghese van trobar els espais d'habitatge més agradables: Rainaldi va afegir la lògia columnar a la façana final de Ponzi (il·lustració, dreta), i a l'interior una capella oval ricament estucada, i l'estreta galeria de volta de canó, els detalls decoratius cortonesc molt carregats de la qual van ser dissenyats per Giovan Francesco Grimaldi (1606–1680).
El Porto di Ripetta, el port de Roma, es trobava al llarg de la riba del riu de la Via di Ripetta. A partir de 1707, el costat del Tíber del Palazzo Borghese hauria passat per alt els passos escenogràfics del Porto di Ripetta dissenyat per Alessandro Specchi. El port va ser destruït al segle XIX amb el desenvolupament de Lungotevere.

## Visió general
Les façanes principals tenen tres pisos amb dos altells inserits entre ells amb dos majestuosos portals que estan flanquejats per unes columnes i un balcó. A través del portal de la Piazza Fontanella Borghese, una visió del pati es centra en una de les fonts fetes a la paret del jardí que està més enllà.
L'edifici té un magnífic pati interior, envoltat de noranta-sis columnes de granit i decorat amb estàtues, un nimfeu i altres elements, a part d'un jardí tancat amb tres fonts de paret a uns nínxols construïts segons dissenys de Johann Paul Schor i acabats per Rainaldi. per al príncep Giovan Battista Borghese el 1673. El tribunal ha estat qualificat com "un dels més espectaculars que existeixen, no només a Roma".
La façana cap a la Piazza Fontanella Borghese dona a un altre palau Borghese, reconstruït al segle xvi per Escipió Borghese per allotjar els membres menors de la família, els estables i els criats.
Palazzo Borghese va ser la seu original de la col·lecció d'art de la família, amb obres de Rafael, Tiziano i molts altres, traslladades el 1891 a la Galleria Borghese de Villa Borghese.
L'escena del balcó de la pel·lícula Romeu i Julieta de 1968 no es va rodar en aquest Palazzo Borghese sinó al Palazzo Borghese d'Artena, fora de Roma.